# Між небом і землею (фільм, 1975)
«Між небом і землею» (рос. «Между небом и землёй») — молдовський радянський художній фільм 1975 року режисерів Михайла Бадікяну і Валерія Харченка.

## Сюжет
Юнаку прийшов час служити в армії. Потрапивши в повітряно-десантні війська під командування небайдужого до музики старшини Петра Головка, він знайомиться з новим музичним керівником, який виявився чарівною дівчиною Сашею...

## У ролях
- Всеволод Абдулов
- Лариса Єрьоміна
- Віктор Перевалов
- Роман Ткачук
- Семен Фарада
- Микола Мерзлікін
- Семен Морозов
- Домніка Дарієнко
- Михайло Бадікяну
- Анатолій Солоніцин — Орлов, полковник

## Творча група
- Сценарій: Михайло Бадікяну, Аркадій Інін
- Режисери-постановники: Михайло Бадікяну, Валерій Харченко
- Оператори-постановники: Аркадій Чуш, Євген Філіппов
- Композитор: Олександр Зацепін
- Автор текстів пісень: Леонід Дербеньов
- Пісні у виконанні Валерія Ободзинського, Алли Пугачової, ВІА «Аріель»